# یدالله بهزاد
یدالله بهزاد کرمانشاهی  (زادهٔ ۴ بهمن ۱۳۰۴ کرمانشاه – درگذشتهٔ ۵ فروردین ۱۳۸۶ کرمانشاه) از شاعران کهن‌سرای معاصر بود.

## زندگی
یدالله بهزاد کرمانشاهی فرزند حسین ایوانی، در چهارم بهمن‌ماه ۱۳۰۴ خورشیدی در کرمانشاه پا به عرصهٔ وجود گذاشت. پس از طی دوران کودکی و گذراندن تحصیلات ابتدایی و متوسطه، به سال ۱۳۲۷ خورشیدی، راهی تهران شد و در دانشکدهٔ ادبیات به تحصیل پرداخت. در آنجا، از محضر استادانی بزرگ، همچون جلال‌الدین همایی، بدیع‌الزمان فروزانفر، احمد بهمنیار، محمد معین، ذبیح‌الله صفا، پرویز ناتل خانلری و دیگر استادان آن روزگارِ دانشگاه تهران، بهره‌ها برد و توشه‌ها اندوخت.
به سال ۱۳۳۲ به استخدام فرهنگ درآمد و در دبیرستان‌های کرمانشاه به تدریس ادبیات پرداخت و شاگردانی پرورد.
بهزاد در جوانی به ورزش‌های باستانی، وزنه‌برداری و بسکتبال روی آورد. در کنار کلاس درس، مدتی هم مربی بسکتبال شد و با زحمت و تلاش فراوان توانست تیم‌های وزنه‌برداری و بسکتبال کرمانشاه را راه‌اندازی و آماده کند و به جوانان ورزشکار، علاوه بر فنون ورزشی، درس ایمان، اخلاق، ادب و انسانیت بدهد.
او همچنین شاگردان علاقه‌مند به روزنامه‌نگاری، نویسندگی، شاعری، خوشنویسی، نقاشی و کتابخوانی را زیر چتر حمایت خود گرفت و برای آن‌ها کلاس‌های فوق‌برنامه می‌گذاشت از جمله شاگردان برجسته و با استعداد وی کیومرث موسیوند تاجر نامی و مدیر عامل کنونی شرکت سیمان دشتستان میباشد . تا این اواخر، هنوز خط‌ها، نقاشی‌ها و برخی از روزنامه‌های دیواریِ آن سال‌های دانش‌آموزان را چون یادگاری عزیز، نگهداری می‌کرد.
۲۷ سال از عمر او در خدمت به فرهنگ کرمانشاه و پرورش نسل جوان گذشت. در اوقات فراغت، وقتِ او به مطالعه، سرودن شعر و پرداختن به خوشنویسی سپری می‌شد.
او ادیب و شاعر بود که علاوه بر شاعری، در هنر خوشنویسی دست داشت و از تعلیمات استادان بزرگ خوشنویسی کشور، همانند علی‌اکبر کاوه، حسن خطاط، محمدرضا اقبال، غلامحسین امیرخانی و شکسته‌نویس برجسته، یدالله کابلی خوانساری بهره‌مند شده‌بود.
وی با اکثر خوشنویسان و هنرمندان کرمانشاه، دوستی، محبت و روابط هنری و معنوی عمیقی داشتکه از آن میان می‌توان آیت‌الله سید مرتضی نجومی را یاد کرد.
بهزاد در تمام عمر خود، وابسته به هیچ حزب، گروه و سازمانی نبود. او، به هیچ پست و مقامی تن درنداد و تا آخر عمر معلمی ساده و صادق باقی ماند.
ازنظر فکر و اندیشه‌های سیاسی و اجتماعی همواره یار مظلوم و دشمن ظالم بود و می‌سرود:
نام زیبای تو شد ورد زبانم، یاعلی

تا به دفع هر غمی بخشد توانم، یاعلی
در دل از مهر تو دارم آفتابی، نیست غم

اختری گر نیست در هفت‌آسمانم، یاعلی
در جوانی، به نهضت آزادی ایران و مبارزات جانانهٔ دکتر محمد مصدق و یارانش با استعمارگران خارجی و مستبدان داخلی دل بسته‌بود و این علاقه تا آخر عمر در دل و جانش می‌جوشید. او همواره آبادی، آزادی و سرافرازی وطنش را بسیار دوست می‌داشت و با تمام وجود می‌گفت:
در میان آتش و خون ای وطن، من با توام

ور بباید گفت ترک جان و تن، من با توأم
نیست جز گر روز شادی بهرهٔ رندان شود

خوان رنگین تو، در روز محن، من با توأم
مرگ هم پیوند ما را نگسلد از هم، که باز

در دل گور و در آغوش کفن، من با توأم
ترک مادر کی تواند گفت فرزند شریف

ای گرامی مادر من، ای وطن، من با توأم
از میان شعرا و دانشمندان معاصر ایران، بیش از همه با استادان سخن، محمدحسین شهریار، کریم امیری فیروزکوهی، حبیب یغمایی، پرویز ناتل خانلری، ایرج افشار، محمود فرخ، مهدی اخوان ثالث، محمد قهرمان، محمدرضا شفیعی کدکنی، باقرزادهٔ بقا، نوید، قدسی، سهی و کمال خراسانی، و از همشهریان خود با بسیاری از شاعران، نویسندگان، هنرمندان، فضلا و پژوهشگران کرمانشاهی، دوستی، انس و الفت و ارادت مخصوص داشت، که به‌عنوان نمونه می‌توان از جلیلی بیدار، کیوان سمیعی، نواب صفا، خان‌بابا جیحونی، علی‌اشرف نوبتی (پرتو)، جلیل قریشی‌زاده (وفا)، مسعود مشکین‌پوش، منوچهر پروینی و بسیاری از دوستان و سروران بزرگ نام برد که برای پرهیز از درازای سخن، به همین مختصر بسنده می‌کنیم.
بهزاد، مطالعات عمیقی در شعر و ادب فارسی و عربی داشت و همواره در عرفان، فلسفه، هنر و ایران‌شناسی، مطالعه، پژوهش و جستجو می‌کرد.
در این زمینه‌ها، شاید کتابخانهٔ عظیم و پربار او در غرب کشور، منحصربه‌فرد باشد.
او اگرچه شاعری خلوت‌نشین و بی ادعا بود، ولی برخلاف نظر برخی معاصران، منزوی و دور از اجتماع نبود زیرا که او با دوستان صمیمی قدیم همچنین با جوانان شاعر و هنرمند، نشست‌وبرخاست می‌کرد و از معاشرت با این عزیزان لذت می‌برد و به شکل‌های گوناگون، پناهگاه، راهنما و مشکل‌گشایشان بود.
در شعر بیشتر به سبک خراسانی و قصیده‌سرایان بزرگ آن سبک، سخنوری می‌کرد ولی به سبک‌های عراقی، هندی ـ اصفهانی یا «طرز نو» و مضمون‌سازی‌ها و باریک اندیشی‌های صائب تبریزی و پیروانش نیز توجه خاص داشت؛ و علاوه بر قصیده‌های بلند و محکم، غزل‌های پرشور و حال، قطعه‌ها، مثنوی‌ها، رباعی‌ها، دوبیتی‌ها و شعر نو، به شیوهٔ نیما یوشیج و اخوان ثالث، اشعار فراوانی سروده و پدیدآورده‌است که هر کدام از آنها، فکر و مضمون تازه‌ای دارند و اندیشه و پیام انسانی و اخلاقی را به انسان می‌رسانند.
مضامین اشعارش متنوع و بیشتر عاشقانه، عرفانی، اخلاقی، اجتماعی و شعرهای تند انتقادی در زمان رژیم پهلوی است.
این شاعر حدود ده هزار بیت شعر نغز، لطیف و استوار که تنهایک دهم آن‌ها به صورت گزیده اشعار گلی بی‌رنگ چاپ و منتشر شده‌است، مجموعه دیگری به نام یادگار مهر در دست چاپ است که ان شا الله به زودی منتشر می‌شود.
یک جلد از کلیات چندجلدیِ اشعار منتشرنشده‌اش شامل «اِخوانیات» و یک جلد دیگر آن، دربرگیرندهٔ «اشعار محلی و کردی کرمانشاهیِ» اوست.
یکی دیگر از خدمات بهزاد درزمینهٔ شعر و پژوهش، تألیف تذکرهٔ مفصل یا جُنگ بزرگ کرمانشاه از عصر قاجار تا امروز است که در دو جلد تنظیم شده‌است.
مجموعه‌های خطی بسیاری از شعرای کرمانشاه را نیز جداگانه مدون و آمادهٔ چاپ کرده‌بود که به‌عنوان مثال می‌توان از دیوان‌های «نامی»، «بیدل»، «سلطان کلهر»، «الله‌دوست سالک»، «بسمل»، و «محرم کرمانشاهی» نام برد.
برخی از اشعار بهزاد، در سال‌های دور (سال‌های قبل از انقلاب)، آن هم بیشتر به وسیله دوستان و ارادتمندانش، در مجله‌های یغما، سخن، آینده، صدف، جهان نو، نگین و غیره چاپ و منتشر شده‌است.
مورد دیگر آنکه سالیان گذشته، قصیده پرشور و محکمی از او به نام «وطن من» با مطلع:
آباد بماناد، هماره وطن من

کز اوست سُرور دل و شور سخن من
به‌وسیله دوستدارانش، در روزنامهٔ اطلاعات چاپ شد. بدون اطلاع ایشان، آن را در جشنواره فجر شرکت دادند که به‌همراه شعر مهدی اخوان ثالث تو را ای کهن بوم و بر دوست دارم با رأی هیئت داوران، بهترین شعر معاصر دربارهٔ ایران شناخته شدولی بهزاد، از پذیرفتن جایزه و وجه نقد سر باز زد و گفت: «من برای وطنم شعر گفته‌ام و از هیچ‌کس توقعی نداشته و ندارم».
سرانجام پس از طی دورهٔ کوتاه بیماری، به‌سبب ضعف جسمی، در ساعت دو بامداد روز یکشنبه پنجم فروردین‌ماه سال ۱۳۸۶، درگذشت.
در ختم کلام نیز، شعری از بهزاد را می‌آوریم که گفت:
رسید از راه پیری چهره پُرگَرد

ره‌آورد وی انبانی غم و درد
عقابی را ز تیغ کوهساران

فرودآورد و مرغ خانگی کرد
.

## نظر مشاهیر شعر و ادب دربارهٔ یدالله بهزاد
شهریار در منظومهٔ بلندشان در ذکر مفاخر ادب ایران آورده‌اند:
برو «جلیلی» و «بهزاد» را به کرمانشاه

ببین که ماه ببینی به پشت ابر سیاه
محمود فرخ خراسانی در قصیده‌ای در پاسخ بهزاد با مطلع:
پرسند اگر ز من که ز انواع نائبات

بر آدمی کدام زیان بیشتر کند
می‌گویند:
مقبول طبع مردم صاحب‌نظر شود

بهزاد اگر به چامهٔ فرخ نظر کند
در شعر روی دست یدالله نیست دست

هر نکته‌دان سزد سخن او ز برکند
ابوالحسن ورزی مکاتیب شعریِ بسیاری با بهزاد داشته و در تمامی آن‌ها را ستوده‌است؛ ازجمله قصیده‌ای بلند با مطلع:
هر نهالی که به گلزار تو دیدم، بهزاد

غنچهٔ مهر و وفا داشت که چیدم، بهزاد
امیری فیروزکوهی در نامه‌ای به بهزاد می‌نویسد:
قصیدهٔ غَرّای «خراسانی‌ها» را به‌کرات از مجلهٔ یغما و نامهٔ آزادی مشهد مقدس خوانده و لذت‌ها بردم و در بسیاری از محافل به ذکر فضائل آن عزیز رَطب‌اللّسان شدم…